# Via Mediolanum-Bellasium
La via Mediolanum-Bellasium era una strada romana che metteva in comunicazione Mediolanum (Milano) con Bellasium (Bellagio) realizzata forse da Gaio Giulio Cesare nel I secolo a.C..

## Percorso

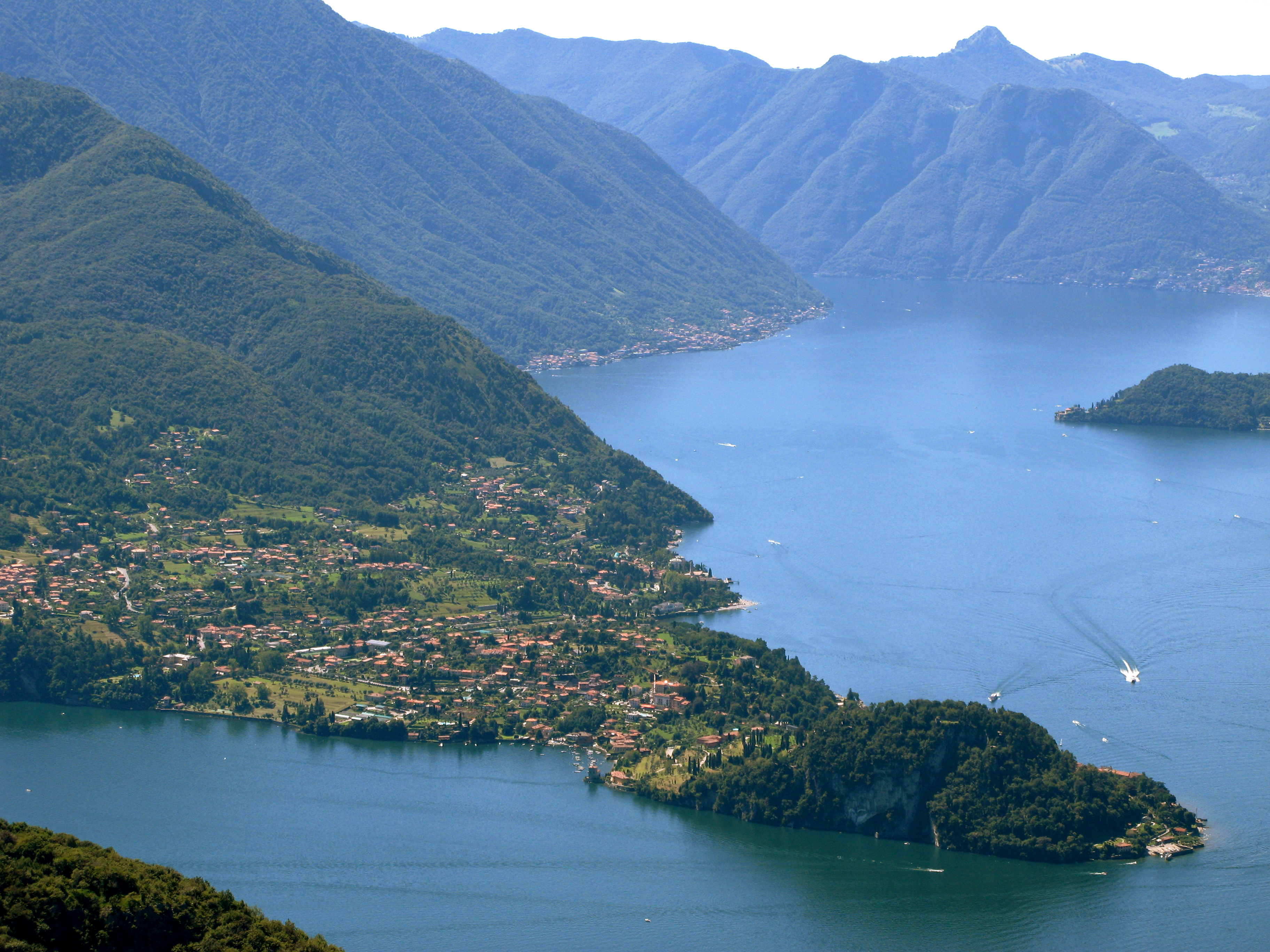
Il promontorio sul Lago di Como dove sorge Bellagio

La strada fu forse realizzata  da Gaio Giulio Cesare nel I secolo a.C. per avere un collegamento alternativo alla via Regina, che passava nella stessa zona avendo però un percorso più tortuoso. Il suo percorso iniziava a Mediolanum (Milano) e terminava a Bellasium (Bellagio), passando da Herba (Erba) e Dexium (Desio).
Uscita da Mediolanum, dove intersecava la via Gallica, la via delle Gallie, la via Regina, la via Spluga, la via Mediolanum-Bilitio, la via Mediolanum-Brixia, la via Mediolanum-Placentia, la via Mediolanum-Ticinum e la via Mediolanum-Verbannus, la via Mediolanum-Bellasium proseguiva attraversando Cortemanum (Cormano), Brixium (Bresso), Cusanum (Cusano Milanino), Padernum (Paderno Dugnano), Nova (Nova Milanese, al suo nono miglio), Dexium (Desio, al suo decimo miglio), Seregnium (Seregno), Verianum (Verano Brianza), Glussianum (Giussano), Aroxium (Arosio), Inverigum (Inverigo), Lauriacum (Lurago d'Erba), Mongutium (Monguzzo), Meronum (Merone), Herba (Erba), Lambriacam (Ponte Lambro), Castrum Martis (Castelmarte), Caslinum (Caslino d'Erba), Cantium (Canzo) e Ascium (Asso), da dove inizia la Valassina, ovvero la valle fluviale entro cui scorre il primo tratto del fiume Lambro, che è situato nel Triangolo Lariano.
La via Mediolanum-Bellasium proseguiva poi verso Asenigum (Lasnigo), Barna (Barni), Magrelium (Magreglio), terminando il suo tragitto a Bellasium (Bellagio), località posta sulla ramificazione del Lago di Como nei suoi bracci meridionali. Da Mediolanum, in particolare, la via Mediolanum-Bellasium usciva da Porta Comacina.